# Affaire Gaëlle Fosset
 (décembre 2020).
Le texte peut changer fréquemment, n’est peut-être pas à jour et peut manquer de recul. 
Le titre et la description de l'acte concerné reposent sur la qualification juridique retenue lors de la rédaction de l'article et peuvent évoluer en même temps que celle-ci.
L'affaire Gaëlle Fosset est une affaire criminelle française, dans laquelle Gaëlle Fosset, femme de 21 ans, est tuée dans la nuit du 26 au 27 avril 2007 de 66 coups de couteau.
À ce jour, ce crime n'est pas résolu.

## Biographie

### Enfance
Gaëlle Fosset est née le 18 décembre 1985 à Lisieux, cinq ans après son frère. 
Trois ans avant son décès, elle emménage avec Steven, son compagnon, dans une maison située dans la résidence du Parc à Saint-Germain-la-Campagne près d'Orbec.

### Découverte du corps
Le soir du 27 avril 2007, son corps en partie dénudé est retrouvé à son domicile par son père Jean-Paul Fosset, dans le salon du pavillon, lardé de 66 coups de couteau . Celui-ci, artisan pâtissier à Orbec, est inquiet de ne pas avoir de nouvelles de sa fille de toute la journée car elle avait promis de passer à Orbec vers 18 h après la fermeture de la pâtisserie pour leur rapporter la voiture empruntée, quelques courses pour son père et utiliser l'ordinateur pour écrire une lettre pour son frère. Il décide donc de se rendre à son domicile. À 22 heure, une amie de la famille, Mireille Clin, l’y conduit. Trouvant sa voiture sur le parking et voyant la lumière allumée dans l’entrebâillement des volets, ils savent qu'elle est chez elle, même si celle-ci ne répond pas. Ils retournent à Orbec chercher un double des clefs et sont rejoints à leur retour par un ami de Gaelle, en tenue de pompier (bien que n'étant pas d'astreinte), appelé par le petit ami lui aussi inquiet. Son rottweiler est retrouvé enfermé dans le cagibi.

## Enquête policière
Le soir même, une équipe de la police scientifique de Seine-Maritime relaye le travail de la gendarmerie de Bernay déjà déployée sur les lieux depuis 23 h 30.
Les premières constatations montrent que le sol de la maison a été nettoyé avec un produit ménager laissé sur place. Sur le jogging de la victime sont retrouvées quatre traces ADN. Il y a celles de Gaelle et de son compagnon Steven avec qui elle habitait.

### Information judiciaire
Une information judiciaire est ouverte pour homicide volontaire.
Le 29 avril 2007, le corps est autopsié et révèle que la jeune femme a été poignardée à 66 reprises et détermine que le premier coup a été mortel. Son alcoolémie est de 0,81 gramme par litre de sang soit selon les experts toxicologues de 1,64 g d’alcool par litre de sang le soir du meurtre. Des prélèvements ADN dans l'entourage de la victime sont effectués pour essayer de mettre un nom sur les deux traces ADN inconnues.
Dans le village de 900 habitants, les rumeurs les plus folles circulent. Le maire, Daniel Boulaye, organise une réunion publique le 7 mai à la salle des fêtes pour tenter de rassurer la population.

### Les derniers moments de la victime
Les enquêteurs retracent les derniers moments de Gaëlle Fosset à partir des témoignages des différents suspects et de leur téléphonie.  
Huit jours avant le meurtre, Gaëlle Fosset, ne voulant plus voir chez elle le voisin Grégory E., s'est réfugiée chez ses parents. Le week-end précédant le meurtre, Gaëlle Fosset passe une soirée entre filles en discothèque avec Jennifer Cardon et une autre amie. La veille de son meurtre, elle se serait fâchée avec cette amie selon son père. Le 26 avril 2007, à 8 h du matin, son père Jean-Paul passe la prendre chez elle pour la conduire à son stage. Il la reprend à midi et ils vont déjeuner à Orbec avec Sylvie, la maman. À 13 h, elle prend la voiture pour retourner à son stage puis faire des courses à Carrefour à 18 h, croisant vers 18 h 30 Éric Dupin sur le parking de Carrefour et restant discuter pendant trois quarts d'heure avec lui avant de rentrer chez elle. Gaëlle Fosset et Steven ont une conversation téléphonique jusqu'à 20 h 55. Elle ne donnera ni ne recevra aucun autre appel sauf un SMS reçu vers 21 h se contentant d'entrer un numéro dans ses contacts. Les gendarmes pensent qu'elle connaissait son tueur recevant ce soir-là la visite à l'improviste de quelqu'un qu'elle connaissait bien.
Le 27 avril 2007 à 18 h 30, après avoir fermé la pâtisserie, les parents attendent le retour de leur fille qui doit restituer leur voiture. Tombant sur le répondeur téléphonique, sa mère Sylvie appelle alors, inquiète, Steven vers 19 h. À 22 h, le père décide de se rendre chez elle en s'y faisant transporter par une de ses voisines en passant auparavant chez une amie de Gaëlle Fosset. Dans la résidence du Parc à Saint-Germain-la-Campagne, ils voient la voiture sur le parking devant la maison toute fermée dont on aperçoit une lumière à l'étage mais personne ne répond. Le père fait un aller-retour pour aller chercher un double des clefs en sa possession resté à Orbec. Au retour, il trouve le pompier volontaire alerté par Steven qui appellera les secours qui arriveront à 23 h 3. Menacé par le père de se prendre son « poing dans la gueule », le pompier annonce la mort qui sera constatée ensuite par un médecin. Les techniciens en scène de crime constatent qu'il n'y a pas eu effraction[réf. nécessaire]. Un jeu de clefs est retrouvé sur la table de la cuisine alors que sa mère lui disait de laisser les clefs dans la serrure ce qu'elle faisait toujours selon elle.
L'absence de traces d'effraction conduit les enquêteurs à privilégier l'hypothèse d'un crime commis par un proche.

### Les suspects
1. Le compagnon de la jeune fille a été mis hors de cause car il se trouvait en déplacement professionnel en province à Saint-Étienne (Loire) au moment des faits même si le couple s'est séparé à trois reprises. Il n'a pas quitté sa chambre d’hôtel de Villars au moment du meurtre. Il a déjà été condamné pour une affaire de stupéfiants[19].
2. Deux frères d'un village voisin, visés par la rumeur populaire car tout juste sortis de prison, fourniront des alibis qui les mettent hors de cause[8],[9].
3. Éric Dupin discute pendant trois quarts d'heure avec Gaelle sur le parking de Carrefour vers 18 h 30 le jour du meurtre. Gaëlle Fosset et Eric Dupin ont flirté ensemble 18 mois auparavant environ, d’après les déclarations de Steven[18].
4. Un ami de Steven dont l'ADN est retrouvé sur les mégots de cigarettes retrouvées dans le cendrier[17]. Il était passé le week-end précédent le crime[14].
5. Le pompier volontaire qui arrive en premier sur le lieu du crime et a eu un comportement étrange. Il souhaite même être seul à l’intérieur du domicile de la victime au moment de la découverte du corps de la jeune femme et demande au père de sortir et recouvre le corps de Gaëlle Fosset d’un torchon. Il dit au père que sa fille a eu un accident domestique alors qu'elle a reçu 66 coups de couteau[6]. La manière dont ce pompier est évoqué par le petit ami et le père porte des zones d'ombre. À 24 ans, il vit séparé de la mère de ses deux enfants et serait selon Jean-Paul Fosset passé le mardi soir se confier auprès de Gaëlle[20], soit deux jours avant le meurtre[15].
6. L'une des deux traces ADN inconnues appartient à un voisin du couple, Grégory E., âgé de 22 ans[21]. Celui-ci est arrêté six mois après le crime et mis en examen pour assassinat et incarcéré en octobre 2007.  Au cours de sa première déposition, il a affirmé ne pas connaître Gaelle avant de changer de version lors de son troisième interrogatoire. Également originaire d’Orbec, il a fréquenté la même école que Gaëlle Fosset, de la maternelle au CM2. Ami de Steven, Grégory E. fréquentait assidûment le couple pour jouer « à la console de jeux » car deux maisons les séparaient seulement. Il est devenu le principal suspect du meurtre à cause de ses versions divergentes lors des différents interrogatoires. Un témoin affirmera l'avoir vu à deux reprises devant la maison du couple le soir du crime et il ne possède pas d'alibi. Il ne s'est pas rendu à son travail le lendemain. Il sera cependant relâché après 19 mois de détention préventive faute de preuve matérielle prouvant sa culpabilité. « Il rendait souvent visite au jeune couple. C'est logique de trouver cette trace sur ce pantalon », estime Me Philippe Lagarde, son avocat. Le suspect reste mis en examen et sous contrôle judiciaire. Le 17 août 2007, il entre chez une jeune fille de 16 ans et l'agresse sexuellement. Il est condamné par le tribunal correctionnel de Lisieux pour « agressions sexuelles » le 4 octobre 2011 à 14 mois dont 4 mois de prison ferme[22],[23]. La contre-expertise ne permet pas de dire si son ADN n'est pas un simple ADN de transfert, celui-ci ayant un taux de transfert important[24].
7. Le 4 mai 2007, une amie de Gaëlle Fosset est interrogée. Elle ne parle pas de sa visite chez elle la veille du meurtre[12]. Le 29 mai, elle est placée en garde à vue. Elle reconnaît être allée chez la victime le mercredi soir[11]. Le week-end précédant le meurtre, elle a fini leur soirée entre filles en rentrant avec Grégory E.[11] Cette amie déclare que Gaëlle Fosset est une malade alcoolique mais pour Sylvie Fosset ce sont des allégations infondées[11].
8. Après une période de doute, l'ADN non identifié sur le jogging est attribué à un employé des pompes funèbres.

600 personnes ont été auditionnées et six magistrats se sont succédé sur cette affaire, pourtant aucune autre piste sérieuse n'a été suivie depuis.
Sept ans après l’assassinat de la jeune Orbecquoise, les soutiens de la famille Fosset organisent une marche silencieuse.

## Couverture médiatique
: document utilisé comme source pour la rédaction de cet article.

### Documentaires télévisés
- « Affaire Fosset : Le massacre impuni de Gaëlle » le 20 juin 2014 dans Les cicatrices de la justice de Paul Lefèvre sur Planète+ Crime Investigation.
- un reportage de France 2
- « Le destin brisé de Gaëlle Fosset » le 7 juin 2015 dans Non élucidé sur France 2.
- « Qui a tué Gaëlle ? » (deuxième reportage) dans «... en Normandie » le 17, 24 février, 4 mars, 1er, 8, 16 et 28 septembre 2014 et « Le meurtre mystérieux de Gaëlle » (deuxième reportage) dans «... en direct » le 8, 15 et 23 juin 2015 dans Crimes sur NRJ 12.
- un reportage de France 3 Normandie.
- [vidéo][magazine] « Qui a tué Gaëlle Fosset, 21 ans ? » sur M6, 7 juin 2021.

### Émission radiophonique
- Jacques Pradel consacre à l’assassinat de Gaëlle Fosset son émission L’heure du crime du lundi 12 mai 2014 sur RTL, le podcast.

### Magazine d'investigation
- Polar & Crimes.